# Olympos-Festival

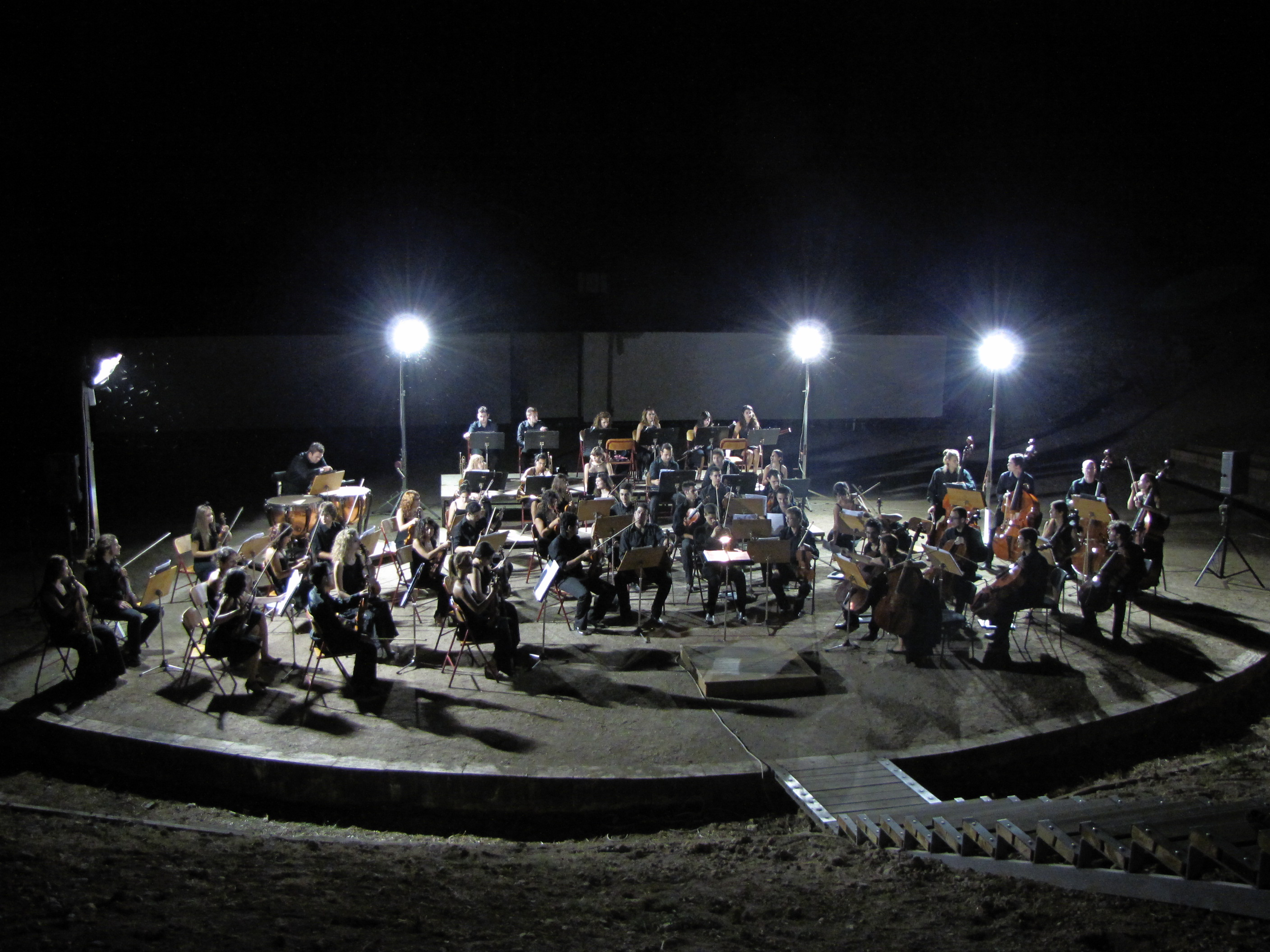
Klassisches Konzert in Dion

Das Olympos-Festival (griechisch Φεστιβάλ Ολύμπου Festival Olymbou) ist ein bedeutendes kulturelles Ereignis in Griechenland. Es handelt sich um die größte Veranstaltung ihrer Art in Nordgriechenland und findet jährlich in den Monaten Juli und August statt. Ziel ist es, sowohl der einheimischen Bevölkerung als auch Touristen kulturell hochwertige Unterhaltung zu bieten und damit den Tourismus der Region und den Kontakt verschiedener Kulturen untereinander zu fördern.

## Veranstalter
Als Veranstalter fungiert die Olympos Festival Organisation (OR.FE.O), (Οργανισμό Φεστιβάλ Ολύμπου [0Ρ.ΦΕ.0]) mit Sitz in Katerini. Es handelt sich um eine Non-Profit-Organisation, die sich mit der Förderung der griechischen und internationalen Kultur, sowie der Belebung des Tourismus in Nordgriechenland befasst. Sie wird durch einen neunköpfigen Vorstand vertreten, der in dreijährigem Turnus neu gewählt wird.
OR.FE.O arbeitet mit den staatlichen Theatern in Athen und Thessaloniki zusammen. Weiterhin werden Kontakte zu privaten Theatern und Künstlerorganisationen gepflegt. Wichtig ist auch der Ausbau und die Pflege des Netzes der ausländischen Künstler und kultureller Organisationen im Ausland. So entstehen Kombinationen, wie bei der Aufführung des Balletts Schwanensee beim Festival 2016, bei dem professionelle Tänzer aus Russland mit den Schülern örtlicher Ballettschulen gemeinsam auftraten.
Die Finanzierung des Festivals wird hauptsächlich durch Spenden und den Verkauf der Eintrittskarten getragen. In den Jahren 2011 bis 2013 wurde die Finanzierung der Veranstaltung durch die Europäische Union sichergestellt. Gelegentlich hilft der griechische Staat bei der Finanzierung des Festival-Betriebs.

## Geschichte

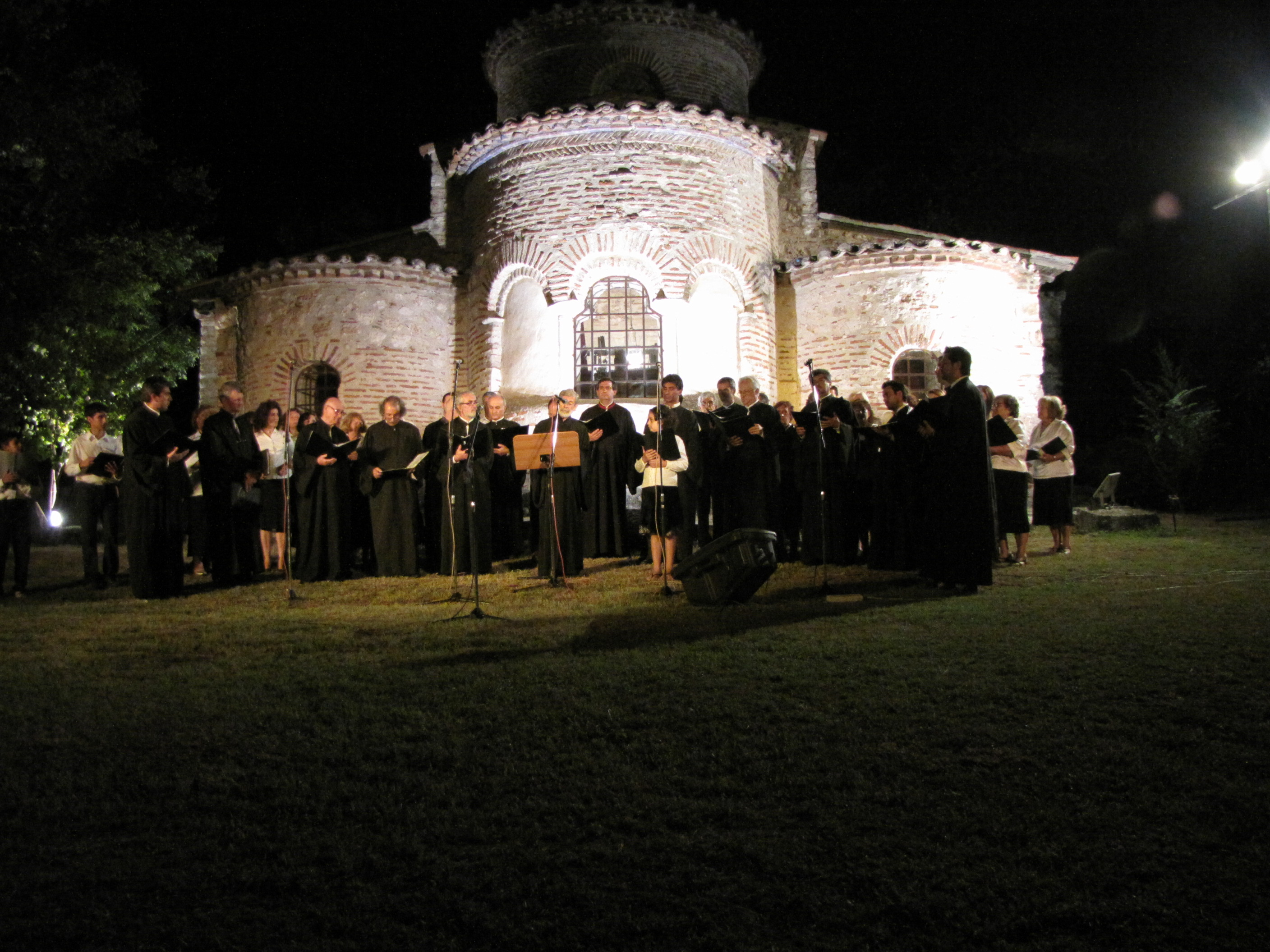
Chor in Kontariotissa

Das erste Olympos-Festival fand 1972 statt. In den Sommermonaten ist es ein Anziehungspunkt für Einheimische und Touristen. Seit 2010 kooperiert das Olympos-Festival mit einem Gastland. Ziel ist es, die Freundschaft zwischen Griechenland und dem Gastland zu vertiefen und dessen kulturelle Besonderheiten zu präsentieren. Einige Veranstaltungen des Festivals sind deshalb Künstlern dieses Landes vorbehalten. Zunehmend wird der Film als Medium genutzt, um dem Publikum die Kultur des Gastlandes näher zu bringen.

### Die Gastländer (seit 2010)
- 2010 Frankreich
- 2011 Spanien
- 2012 Russland
- 2013 Norwegen
- 2014 Österreich, Deutschland und die Schweiz
- 2015 Marokko
- 2016 Rumänien
- 2017 Zypern
- 2018 Tschechische Republik
- 2019 Israel
- 2020 Wegen der Corona-Krise kein Gastland

## Das Programm
Das Programm umfasst:

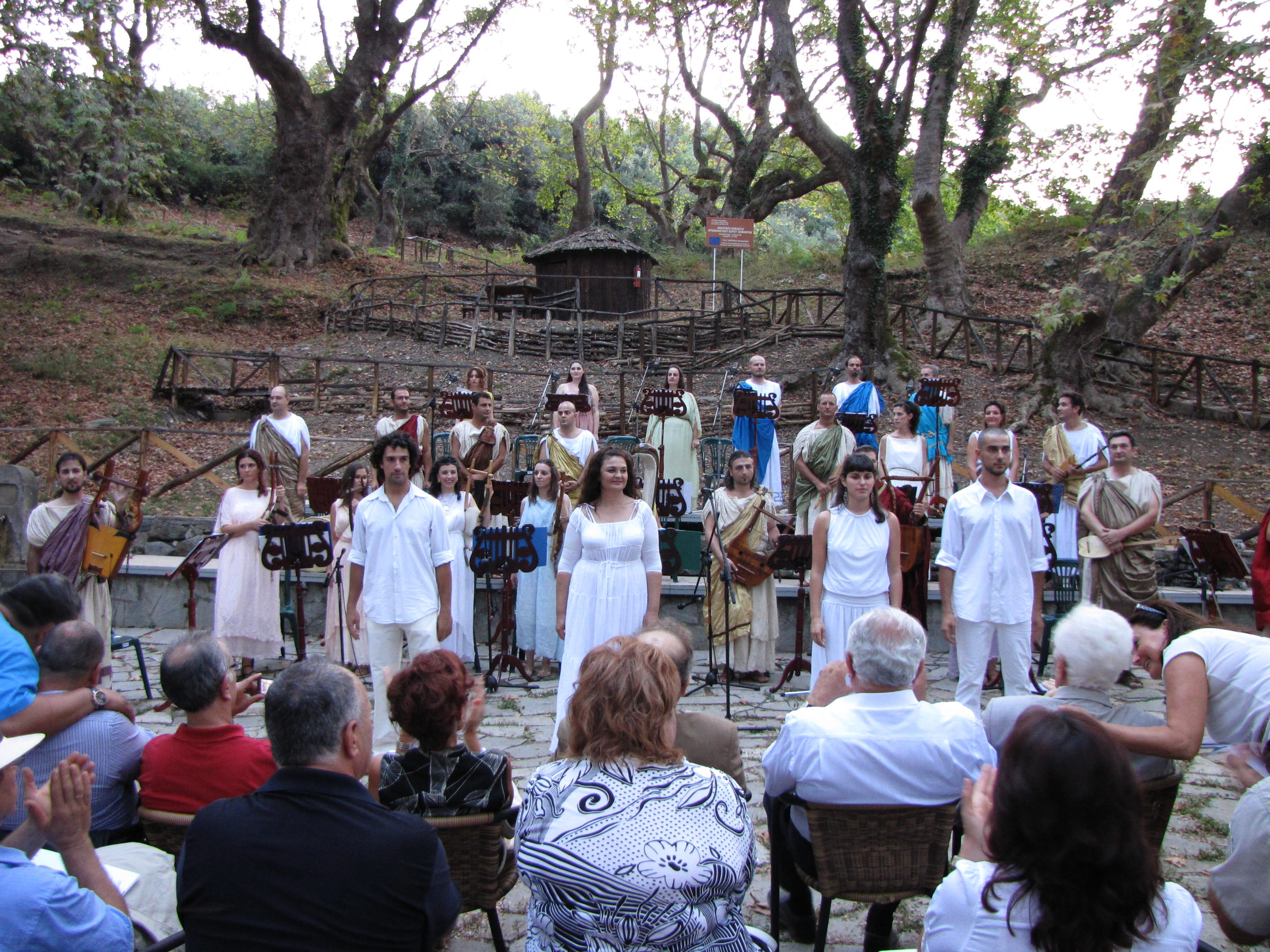
Aufführung vor der Akropolis von Leibethra

- Auftritte nationaler und internationaler Künstler wie zum Beispiel Milva, Haris Alexiou, Demis Roussos, Nana Mouskouri, Goran Bregović, Luz Casal und viele andere.
- Ballett
- Klassische Konzerte
- Klassische Komödien und Tragödien aus hellenistischer Zeit.
- Theater
- Chöre
- Traditionelle griechische Musik
- Darbietungen moderner Musik
- Kostenlose Führungen durch die archäologischen Parks von Dion und Leibethra.
- Archäologische Informationsveranstaltungen mit bestimmten Schwerpunktthemen oder dem Verweis auf neue Funde in den Ausgrabungsstätten.

Untersuchungen der Technischen Hochschule Katerinis ergaben, dass das Publikum überdurchschnittlich gebildet ist, überwiegend aus Frauen besteht und der reguläre Einzugsbereich, aus dem die Besucher anreisen, von Thessaloniki über Larissa bis nach Kozani reicht.

## Aufführungsorte und deren historische Bedeutung

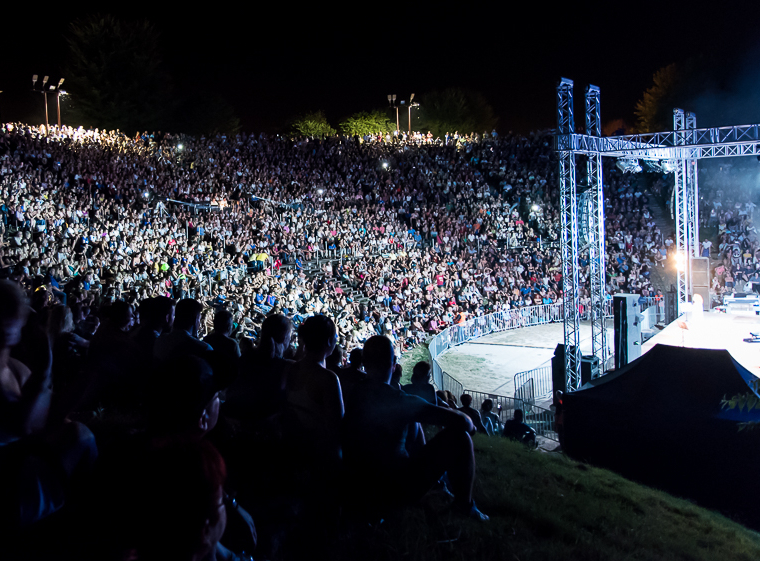
Konzert in Dion

- Dion, griechisches Theater. Es stammt aus der hellenistischen Epoche. Hier wurden vor rund 2400 Jahren die Bakchen des Euripides uraufgeführt.
- Leibethra, archäologischer Park. Der Sänger und Dichter Orpheus soll hier gelebt haben.
- Pydna, Ausgrabungsstätte. Hier verlor 168 v. Chr. der makedonische König Perseus die entscheidende Schlacht gegen die römischen Invasoren.
- Burg von Platamonas. Ein Bauwerk aus byzantinischer Zeit, errichtet auf dem Hügel, auf dem die Lage der antiken Stadt Herakleion vermutet wird.
- Byzantinische Kirche der heiligen Mutter, Kontariotissa. Die Kirche ist vor rund 1000 Jahren auf bestehenden, weit älteren, Fundamenten erbaut worden.

Weitere Aufführungsorte sind: Das Amphitheater im Park von Litochoro, Das Olymp-Nationalpark-Informationszentrum in Litochoro und das Zentrum der Mosaik-Kunst in Dion.